# Michal Matěj
Michal Matěj (* 28. listopad 1983 Ostrava) je český divadelní choreograf a herec.
Tanci se začal věnovat v šesti letech a zakotvil v TK Akcent Ostrava, kde s Marií Kratochvílovou dosáhl čtvrtfinále juniorské soutěže v latinskoamerických tancích v britském Blackpoolu. Od roku 1999 externě spolupracoval s Divadlem Jiřího Myrona, od roku 2005 působí v Městském divadle Brno jako člen muzikálového souboru a choreograf. Výrazně se podílel na inscenacích Fame, Bídníci a Donaha!. V roce 2011 režíroval a vytvářel choreografii pro dětské představení Růženka a koncertní verzi muzikálu Vlasy.

## Choreografie pro Městské divadlo Brno
- Pretty Woman
- Sugar! (Někdo to rád horké)
- Donaha!
- Noc na Karlštejně
- Ostrov pokladů
- Evangelium o Marii
- Radúz a Mahulena
- Zamilovaný Shakespeare
- Bítls
- Chaplin
- Ženy na pokraji nervového zhroucení
- Pohádka o živé vodě
- Drahý Evane Hansene
- Velký Gatsby
- Velká ryba (Big Fish)

## Role v Městském divadle Brno
- 3. gangster / 3. milionář – Sugar! (Někdo to rád horké)
- Dvůr císařský, kejklíři, panoši a zbrojnoši, fraucimór, trubači – Noc na Karlštejně
- Swing – Monty Python´s Spamalot
- Company – Mamma Mia!
- Swing – Pretty Woman
- Newyorská společnost – Velký Gatsby
- Muži v Eastwicku – Čarodějky z Eastwicku
- Číšníci a číšnice, soudruzi a soudružky, pionýři a pionýrky, kluci a holky z party, obyvatelé Dejvic – Šakalí léta